# Васине
Ва́сине — село в Україні, у Суботцівська сільській громаді Кропивницького району Кіровоградської області. Населення становить 248 осіб.

## Населення
Згідно з переписом УРСР 1989 року чисельність наявного населення села становила 249 осіб, з яких 100 чоловіків та 149 жінок.
За переписом населення України 2001 року в селі мешкало 248 осіб.

### Мова
Розподіл населення за рідною мовою за даними перепису 2001 року:
| Мова       | Відсоток |
| ---------- | -------- |
| українська | 97,58 %  |
| російська  | 2,42 %   |